# Ктулу
Ктулу (енгл. Cthulhu) је измишљени космички ентитет, којег је створио писац Х. Ф. Лавкрафт и први пут представљен у краткој причи „Зов Ктулуа”, објављеној у америчком петпарачком часопису Weird Tales из 1928. године. Сматра се Великим Старим унутар пантеона Лавкрафтових космичких ентитета, а ово биће је, као једно од најпопуларних, део популарне културе. Лавкрафти приказује Ктулуа као гигантско биће које обожавају култисти. Ктулуова појава описана је као комбинација хоботнице, змаја и карикатуре људског облика. Његово име је дато универзуму који је инспирисан Лавкрафтовим делима, где су он и његови сродници постојали, Ктулу митос.

## Рлијех
Ктулово пребивалиште је потопљени град Рлијех (негде Р'лајах) у јужном Пацифику. Град је изграђен од великих зелених камених блокова. На највишем планинском врху острва налази се гробница у којој Ктулу спава. Према Лавкрафту, његове координате су приближно 47°9′S 123°43′W. Каснији писци су понекад смештали Рлијех негде другде, на пример у близини Понпеја или на обали Масачусетса.